# 埃丽卡·斯卡伯
埃丽卡·斯卡伯（挪威語：Erika Skarbø，1987年6月12日—），挪威女子足球运动员。她曾代表挪威国家队参加2007年和2011年国际足联女子世界杯。她也曾参加2008年夏季奥林匹克运动会。